# Тиар, Понтюс де
Понтю́с де Тиа́р (фр. Pontus de Tyard, также Thyard, Thiard, Tiard) — французский поэт, философ и священнослужитель XVI века, член объединения «Плеяда». По мнению некоторых исследователей, его творчество стоит на полпути между «Плеядой» и лионской школой. При этом вершиной творчества Тиара считается не его поэзия (которую большинство специалистов оценивают как написанную в «витиевато-претенциозном» стиле), а философские диалоги.

## Биография
Выходец из знатного рода, Понтюс де Тиар учился в Парижском университете (1537), однако никаких упоминаний об этом в его творчестве не имеется. Он овладел латынью и греческим языком, в меньшей степени — итальянским и ивритом. С 1553 архидиакон Шалона. Около 1543 г. познакомился с Морисом Севом. В 1550-х годах каноник церкви в Маконе.
После 1562 г. отошел от литературной жизни, жил в родовом замке. Существует гипотеза, согласно которой Тиар являлся членом Академии поэзии и музыки. С 1570 служил при дворе Карла IX, а затем Генриха III; из письма Жака Амио, датированного сентябрём 1577 года, известно, что Понтюс рассказывал королю о феноменах звёздного неба. С 1578 епископ Шалона. В 1588 году был делегирован для участия в собрании Генеральных штатов в Блуа, где отстаивал интересы короля; под давлением сторонников Католической лиги был вынужден укрыться в фамильном замке, а затем и отказаться от епископата в пользу своего племянника. На склоне лет, в 1604 году, Тиар опубликовал направленный против иезуитов и лигистов «Фрагмент письма» (Fragmentum epistolae), который имел большой резонанс и позднее привлек к себе внимание Гельвеция.

## Творческий путь

### Поэзия
Первый поэтический сборник Понтюса де Тиара — анонимно опубликованные «Любовные заблуждения» (Erreurs amoureuses, 1549) — включал в себя сонеты в духе Петрарки. Считается, что Жоашен Дюбелле со своим сборником «Олива» на несколько месяцев опередил Тиара в переносе на французскую почву итальянского опыта и «разработке любовной поэзии нового типа». Между тем работа над «Любовными заблуждениями» началась, видимо, около 1543 г.; таким образом, есть основания считать именно Тиара первым французским петраркистом). Вторая и третья книги «Любовных заблуждений» вышли соответственно в 1551 и 1555 годах. Заметна эволюция от первой части к последующим: ослабевает ориентация на поэму Сева «Делия» и одновременно усиливается влияние поэтики «Плеяды» (это касается, в частности, обращения к мифологической образности). В 1573 году Тиар посвятил два своих поэтических сочинения Ронсару — «Элегию к Пьеру де Ронсару» (Élégie à Pierre de Ronsard) и латинскую поэму «О небесных созвездиях» (De coelestibus asterismis). Однако из всех поэтов «Плеяды» Тиар поддерживал наиболее тесные контакты не с Ронсаром, а с Жаком Пелетье. С именем Тиара связано введение во французскую поэзию секстин и терцин. В 1585 году он выпустил сборник «Двенадцать сказочных историй о реках и источниках» (Douze fables de fleuves ou fontaines), куда вошли короткие прозаические фрагменты, посвящённые той или иной мифологической реке (включая легенду о Нарциссе), а также экфрастические описания картин на соответствующий сюжет, и наконец, эпиграмматические сонеты — подписи к этим воображаемым картинам. Считается, что Тиар в данном случае имел в виду вполне конкретный проект, а именно убранство «салона зеркал» в замке Ане, принадлежавшем Диане де Пуатье. И хотя соответствующие картины не сохранились, современные исследователи не подвергают сомнению сам факт практического осуществления проекта.
В конце жизни Понтюс де Тиар отказался от поэтического творчества и посвятил себя сочинению трактатов и проповедей.

### Философские диалоги
В 1551 году был опубликован выполненный Тиаром перевод «Любовных диалогов» Леоне Эбрео. Годом позже он выпустил собственный философский диалог под названием «Первый Одиночка, или Проза о Музах и поэтическом энтузиазме» (Solitaire premier, ou Prose des Muses et de la fureur Poëtique); в 1587 он включил этот и ещё четыре своих диалога в посвящённый Генриху III сборник «Философские диалоги» (Discours philosophiques), который и принес ему наибольшую славу. Сборник, имеющий энциклопедическую направленность, отличается при этом разнородностью. «Первый Одиночка» представляет собой изложение неоплатонической доктрины о поэтическом вдохновении (Тиар здесь использует комментарии М. Фичино к диалогам Платона «Ион» и «Пир»). Здесь же Тиар дает аллегорические интерпретации связанных с Музами мифов. «Второй Одиночка» (Solitaire Second ou Prose de la Musique, 1555) посвящён основаниям античного музыкального искусства и космологической трактовке принципа музыкальной гармонии. В диалоге «О времени, лете и его частях» (Discours du Temps, de l’an et de ses parties, 1556) главным из троих собеседников становится Морис Сев, который обсуждает проблему летосчисления и разнообразия календарей; попутно затрагиваются вопросы этимологии и нумерологии. Диалог «Вселенная, или Рассуждение о частях и природе мира» (L’Univers, ou Discours des parties et de la nature du monde, 1557 — онтологический и космологический трактат, включающий в себя астрономические, метеорологические и географические выкладки; итогом его, однако, становится признание ограниченности возможностей познания перед лицом Божественного. Возможно, именно Тиар — автор «Вселенной» — был первым из писателей, положительно отозвавшихся об учении Коперника. Итогом философской рефлексии Тиара стал отчасти навеянный Цицероном и Пико делла Мирандола диалог «Мантика, или Рассуждение об истинности астрологических предсказаний» (Mantice, ou Discours de la verité de divination par Astrologie, 1558), где от собственно астрологии автор переходит к астрономии и фактически утверждает необходимость подлинно научного познания мира.